# Marie-Josée Roig
Marie-Josée Roig, nata Méliorat (Perpignano, 12 maggio 1938 – Avignone, 7 agosto 2024), è stata una politica francese.

## Biografia

### Origini e formazione
Marie-Josée Méliorat nacque a Perpignano il 12 maggio 1938, figlia di un'insegnante e di un giornalista del quotidiano regionale L'Indépendant. Studiò e si laureò presso la facoltà di lettere dell'Università Paul Valéry di Montpellier. Successivamente, nel 1963, iniziò a lavorare come docente a Nîmes.

### Carriera politica
Marie-Josée Roig entrò a far parte del partito Raggruppamento per la Repubblica (RPR) dopo la sua creazione nel 1976. Nel 1983 venne eletta consigliera comunale della città di Avignone all'interno della lista di Jean-Pierre Roux, del quale divenne assessora alla cultura al momento della nomina di quest'ultimo a sindaco.
Nel 1993 venne eletta deputata per la prima volta all'interno del RPR, rappresentando la 1ª circoscrizione della Vaucluse. Due anni dopo, nel giugno 1995, venne eletta sindaca di Avignone.
Alle elezioni legislative del 1997 si candidò alla rielezione. Venne però sconfitta da Élisabeth Guigou.
Si candidò nuovamente come sindaca di Avignone nel 2001 e nel 2008, opponendosi ad Élisabeth Guigou, entrambe vinte da Marie-Josée Roig.
Nel 2001 venne creata la Comunità di agglomerato della Grande Avignone (comprendente i dipartimenti della Vaucluse e del Gard). Marie-Josée Roig venne quindi designata come presidente dell'agglomerato, rimanendo in carica fino alla fine del suo mandato da sindaca.
Alle elezioni legislative del 2002 venne rieletta deputata, battendo Cécile Helle appartenente invece del Partito Socialista.
Nel marzo 2004 venne nominata ministra della famiglia e dell'infanzia dal primo ministro Jean-Pierre Raffarin. Il 29 novembre 2004, a seguito del rimpasto di governo dopo l'elezione di Nicolas Sarkozy alla presidenza dell'UMP, sostituì Jean-François Copé al dicastero dell'interno.
Il 31 maggio 2005, a seguito delle dimissioni dell'intero governo, lasciò anche lei il ministero.
Alle successive elezioni legislative riuscì a farsi rieleggere deputata sempre per la 1ª circoscrizione della Vaucluse, sconfiggendo l'avversaria Michèle Fournier-Armand.
Nel gennaio 2012 annunciò pubblicamente la sua intenzione di non presentarsi alle elezioni legislative dello stesso anno. Indicò piuttosto la sua candidatura alle elezioni locali di Avignone del 2014, anche se successivamente cambiò idea e non si ricandidò alla tornata elettorale.

### Morte
Marie-Josée Roig morì in un ospedale di Avignone il 7 agosto 2024, all'età di 86 anni, dopo una lunga malattia.

## Vita privata
Si sposò nel 1964 con Jean-Sébastien Roig, ginecologo, dal quale prese il cognome. Dopo aver lasciato la politica, Marie-Josée Roig si trasferì nel dipartimento del Gard.